# Karl Heinrich Barth
Karl Heinrich Barth   (Baltisk, 12 de juliol de 1847 - Berlín, 23 de desembre de 1922) va ser un pianista i pedagog alemany.
Karl Heinrich Barth va néixer a Pillau, Prússia Oriental (actual Baltisk, Rússia). Poc se sap sobre els primers anys de vida de Barth, excepte que les seves primeres lliçons de piano van ser donades pel seu pare. A l'edat de nou anys, després de les primeres lliçons amb el seu pare, Heinrich Barth es va traslladar a Potsdam per estudiar amb Ludwig Seinmann. Els professors posteriors de Barth van incloure importants pianistes del segle xix. Entre aquests professors hi havia Hans von Bronsart i Carl Tausig, tots dos alumnes de Franz Liszt. Barth va establir la seva carrera com a solista, músic de cambra i professor a tot Europa. Va morir a Berlín el 1922.
El 1868, Barth va acceptar el seu primer lloc docent important com a professor de piano al Conservatori Stern. Barth va passar de l'ensenyament al Conservatori Stern a la "Hochschule für Musik" de Berlín el 1871, convertint-se en president del departament de piano el 1910. Romandria a la Hochschule de Berlín fins a la seva jubilació el 1921. [2] Mentre treballava a la "Hochschule für Musik" de Berlín, els seus alumnes incloïen al croat Svetislav Stančić, Arthur Rubinstein, Heinrich Neuhaus, Wilhelm Kempff, Siegfried Schultze i Rose i Ottilie Sutro. Els alumnes de Barth recorden el seu estil d'ensenyament com avançat, i que les seves expectatives eren altes per als seus estudiants.
Mentre vivia a Berlín, Barth va servir com a pianista de la cort al Kaiser Friedrich III de Prússia. També va actuar amb freqüència en públic amb el violinista, director d'orquestra i compositor Joseph Joachim i amb la dona de Joachim, la cantant Amalie Joachim. Va formar un trio de piano amb el violinista Heinrich de Ahna i el violoncel·lista Robert Hausmann, que era ben conegut i àmpliament celebrat. Al llarg de la seva carrera escènica, Barth va interpretar amb freqüència les obres de Johannes Brahms, a qui Barth coneixia personalment.